# Kenta Kawanaka
Kenta Kawanaka (川中 賢太 Kawanaka Kenta?), född 5 november 1997 i Osaka prefektur, är en japansk fotbollsspelare.
Kawanaka spelade för Fukushima United FC. Han spelade 8 ligamatcher för klubben.